# Erik Elmsäter
Erik Elmsäter (Estocolmo, Suecia, 7 de octubre de 1919-ibídem, 9 de marzo de 2006) fue un atleta sueco, especialista en la prueba de 3000 m obstáculos en la que llegó a ser subcampeón olímpico en 1948.

## Carrera deportiva

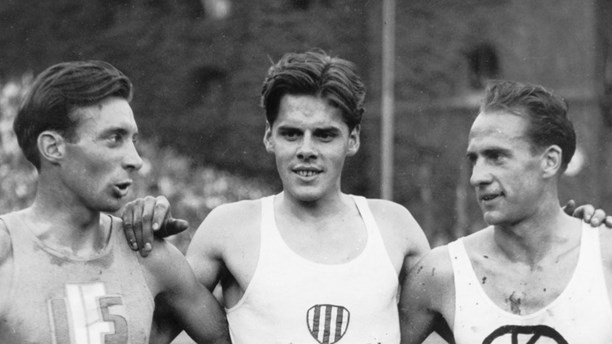
Tore Sjöstrand, Erik Elmsäter y Göte Hagström en los JJ. OO. de Londres 1948

En los JJ. OO. de Londres 1948 ganó la medalla de plata en los 3000 m obstáculos, corriéndolos en un tiempo de 9:08.2 segundos, llegando a meta tras su paisano Tore Sjöstrand y por delante de otro compatriota Göte Hagström (bronce).